# مالشا
مالشا (بالبلغارية: Малуша)‏ قرية تقع إدارياً ضمن بلدية غابروفو ‏ في بلغاريا. ويبلغ عدد سكانها 9 نسمة حسب تعداد 15 مارس 2015. تعتمد مالشا للبريد على الرمز البريدي 5304.